# Hank Williams Jr.
Randall Hank Williams (Shreveport, Louisiana, 26. svibnja 1949.), poznat kao Hank Williams Jr., američki je glazbenik, skladatelj i tekstopisac. Njegov glazbeni stil smatra se mješavinom južnjačkog rocka, bluesa i countryja. Sin je country glazbenika Hanka Williamsa koji je s porastom popularnosti sina dobio nastavak Sr. Polubrat je pjevačice Jett Williams i otac country glazbenika Hanka Wiliamsa III, Holly Williams, Hilary Williams i Sama Williamsa.
Hank Williams Jr. svoju je karijeru započeo kopiranjem stila i glazbe svojega oca. Na televiziji je prvi put nastupio 1964. (kad je imao nešto više od četrnaest godina) u Showu Jimmyja Deana koji se prikazivao na kanalu ABC. Tada je interpretirao nekoliko skladbi svoga oca. Kasnije te godine nastupio je i u Showu Shindig!
Postepeno je razvijao vlastiti glazbeni stil unutar countryja. U tome ga je privremeno zaustavila teška nesreća koju je doživio 1975. tijekom planinarenja u Montani. Nakon oporavka nastavio je mijenjati svoj stil i spajati country, blues i rock. Također se iskazao i kao multiinstrumentalist; svira glazbala kao što su gitara, bas-gitara, bendžo, glasovir, klavijature, saksofon, harmonika, violina i bubnjevi.

## Diskografija
- Your Cheatin' Heart (1964.)
- Connie Francis and Hank Williams Jr. Sing Great Country Favorites (1964.)
- Ballads of the Hills and Plains (1965.)
- Blues My Name (1965.)
- A Time to Sing (1967.)
- Songs My Father Left Me (1969.)
- Luke the Drifter Jr. Vol. 2 (1969.)
- Live at Cobo Hall (1969.)
- Sunday Morning (1969.)
- One Night Stands (1971.)
- After You, Pride's Not Hard to Swallow (1973.)
- Hank Williams Jr. and Friends (1975.)
- The New South (1977.)
- Family Tradition (1979.)
- Whiskey Bent and Hell Bound (1979.)
- Habits Old and New (1980.)
- Rowdy (1981.)
- The Pressure Is On (1981.)
- High Notes (1982.)
- Strong Stuff (1983.)
- Man of Steel (1983.)
- Major Moves (1984.)
- Five-O (1985.)
- Montana Cafe (1986.)
- Hank Live (1987.)
- Born to Boogie (1987.)
- Wild Streak (1988.)
- Lone Wolf (1990.)
- Pure Hank (1991.)
- Maverick (1992.)
- Out of Left Field (1993.)
- Hog Wild (1995.)
- A.K.A. Wham Bam Sam (1996.)
- Three Hanks: Men with Broken Hearts (1996.)
- Stormy (1999.)
- The Almeria Club Recordings (2002.)
- I'm One of You (2003.)
- 127 Rose Avenue (2009.)
- Old School New Rules (2012.)
- It's About Time (2016.)

## Vanjske poveznice
- Službene stranice  Arhivirana inačica izvorne stranice od 14. prosinca 2020. (Wayback Machine)
- Službene stranice kluba obožavatelja  Arhivirana inačica izvorne stranice od 1. ožujka 2021. (Wayback Machine)